# Esclavitud contemporània

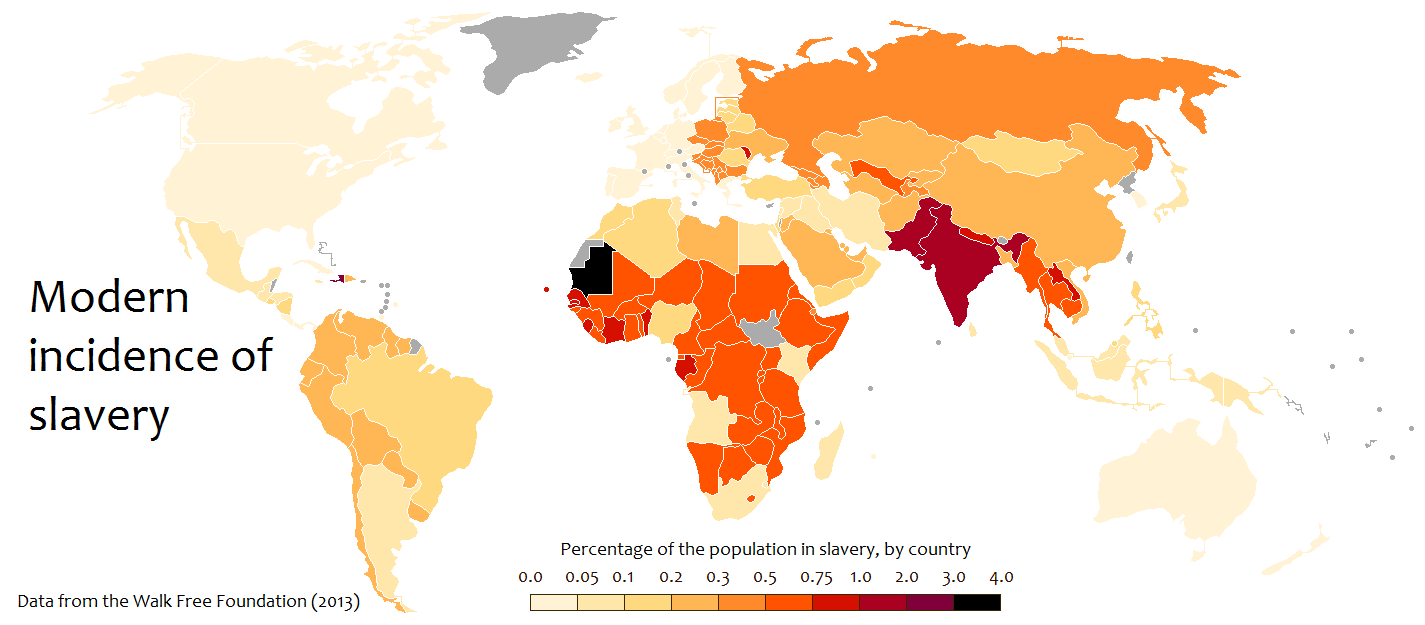
Extensió de l'esclavitud contemporània (2013).

L'esclavitud contemporània es refereix a les situacions de treball forçós en el món actual.
Mentre que a finals del segle xix, l'esclavitud "clàssica" (on l'esclau és una persona no lliure, una mercaderia, un instrument econòmic que es pot vendre o comprar, l'esclavitud que podria ser per qualificar com "física") sembla definitivament abolida a la majoria dels països del món, algunes consciències estan preocupades per noves formes d'esclavitud que semblen ressorgir. És en aquest context que els delegats de la primera conferència panafricana a Londres van enviar a la Reina Victoria un memoràndum denunciant "el sistema de treball dels nadius africans vigents a Rhodèsia, el sistema de l'esclavitud contractat, legal, i el treball forçat ". Per primera vegada, apareix la noció d'esclavitud moderna, del qual el treball forçat seria un dels avatars.
Segons la Walk Free Foundation es creu que hi ha prop de 45 milions de persones en "esclavitud moderna" al voltant del món el 2016, aproximadament la meitat d'ells a Índia, Xina i Pakistan.